# Melville Fuller
Melville Weston Fuller est un homme politique, avocat et juriste américain né le 11 février 1833 à Augusta, dans le Maine, et mort le 4 juillet 1910 à Sorrento, également dans le Maine. Il est Juge en chef des États-Unis de 1888 à sa mort.
Après ses études supérieures au Bowdoin College, Fuller s'installe à Chicago, où il devient un avocat réputé et s'implique dans la vie politique au sein du Parti démocrate. Il participe notamment à la campagne de Stephen A. Douglas lors de l'élection présidentielle de 1860 et siège de 1863 à 1865 à la Chambre des représentants de l'Illinois, où il exprime son opposition à la politique menée par le président Abraham Lincoln.
Dans les années 1880, le président démocrate Grover Cleveland offre plusieurs postes à Fuller, mais ce dernier les décline tous avant d'accepter sa nomination à la tête de la Cour suprême. Malgré l'opposition d'une partie des Républicains, le Sénat confirme sa nomination et Fuller prête serment le 8 octobre 1888.
Durant ses deux décennies comme juge en chef, Fuller fait prêter serment à cinq présidents : Benjamin Harrison en 1889, Grover Cleveland en 1893 (pour son deuxième mandat), William McKinley en 1897 et 1901, Theodore Roosevelt en 1901 et 1905, et William Howard Taft en 1909. Administrateur compétent, il dirige une Cour suprême nettement conservatrice qui rend plusieurs arrêts en faveur des droits des États contre le gouvernement fédéral et du laissez-faire économique. Dans le domaine de la ségrégation raciale, Fuller fait partie de la majorité dans l'affaire Plessy v. Ferguson qui théorise le concept de « séparés mais égaux » et confirme le caractère constitutionnel des lois Jim Crow.
Bon nombre des décisions prises par la Cour suprême sous Fuller ont été abrogées depuis. Sa vision du libéralisme économique est battue en brèche à l'époque du New Deal et l'arrêt Plessy v. Ferguson est réduit à néant par la Cour en 1954, dans l'affaire Brown v. Board of Education. Aux yeux de la postérité, Fuller apparaît sous un jour négatif, comme un juge trop porté à soutenir les intérêts des grandes entreprises et des classes aisées et dont le nom reste irrémédiablement associé au cas Plessy v. Ferguson, souvent considéré comme l'une des pires décisions de l'histoire de la Cour.

## Biographie

### Origines
Melville Weston Fuller est né le 11 février 1833 à Augusta, dans le Maine. Il est le deuxième fils de Frederick Augustus Fuller et de Catherine Martin, née Weston. Ses deux grands-pères font carrière dans la branche judiciaire : Nathan Weston, le père de sa mère, siège à la Cour suprême du Maine (en) de 1820 à 1841, tandis que le père de sa mère est juge en tribunal des successions. Son père est quant à lui avocat à Augusta. Trois mois après la naissance de Fuller, sa mère demande le divorce pour cause d'adultère. Elle obtient gain de cause et s'installe avec ses enfants chez son père.
Fuller effectue ses études supérieures au Bowdoin College, à Brunswick. Il y entre en 1849, adhère à la fraternité Phi Beta Kappa et obtient son diplôme en 1853. Il étudie ensuite le droit dans le cabinet d'un de ses oncles avant de passer six mois à la faculté de droit de Harvard. Bien qu'il ne soit pas diplômé de Harvard, il est le premier Juge en chef des États-Unis à avoir suivi une formation universitaire en droit. Il est admis au barreau du Maine en 1855 et entre comme commis dans le cabinet d'un autre de ses oncles à Bangor. Plus tard la même année, il retourne à Augusta pour devenir rédacteur en chef de The Age, le principal journal démocrate du Maine, en partenariat avec encore un autre oncle. En mars 1856, il est élu au conseil municipal d'Augusta, au sein duquel il exerce les charges de président et de city solicitor (en).

### Carrière à Chicago
Fuller quitte le Maine en 1856 pour s'installer à Chicago. Cette ville est un bastion du Parti démocrate, ce qui lui offre un contexte politique plus favorable et de meilleures perspectives d'avenir. Il vient par ailleurs de voir ses fiançailles rompues, ce qui l'encourage sans doute également à quitter sa ville natale. Il trouve une place dans un cabinet d'avocats et commence à s'investir dans la vie politique locale. Bien qu'il soit personnellement opposé à l'esclavage, il considère que c'est une question qui doit être traitée par les États et pas par le gouvernement fédéral. Il soutient ainsi la loi Kansas-Nebraska qui abroge le compromis du Missouri et laisse les territoires du Kansas et du Nebraska libres d'autoriser ou non l'esclavage. Partisan d'un compromis, Fuller s'oppose aussi bien aux abolitionnistes qu'aux sécessionnistes. Il participe aux campagnes électorales du démocrate Stephen A. Douglas lors des élections sénatoriales de 1858 dans l'Illinois (en) et de l'élection présidentielle de 1860, deux scrutins durant lesquels Douglas affronte le républicain Abraham Lincoln, remportant le premier mais perdant le second. Fuller se marie en 1858 avec Calista Reynolds. Ils ont deux enfants avant qu'elle ne meure de la tuberculose en 1864.
Lorsque la guerre de Sécession éclate, en 1861, Fuller est partisan d'une intervention armée contre les États confédérés, mais il n'approuve pas la manière dont l'administration Lincoln dirige le conflit et considère que plusieurs des décisions de Lincoln sont anticonstitutionnelles. Élu membre de la convention constitutionnelle de l'Illinois en 1862, il participe à l'élaboration d'un système d'allocation des sièges parlementaires très gerrymandered et soutient, comme les autres démocrates, des mesures pour empêcher les Afroaméricains de voter ou même de s'installer dans l'État. Il se prononce également en faveur d'une réforme judiciaire et pour interdire aux banques d'imprimer des billets. Un grand nombre de ses propositions sont adoptées par la convention, mais la constitution qu'elle élabore est rejetée par les électeurs en juin 1862.
En novembre 1862, Fuller est élu de justesse député à la Chambre des représentants de l'Illinois. La législature, majoritairement démocrate, s'oppose violemment au gouverneur républicain Richard Yates et critique la politique du président Lincoln. Fuller s'oppose notamment à la Proclamation d'émancipation, qui viole selon lui les droits des États, et soutient l'amendement Corwin (en), qui aurait empêché le gouvernement fédéral d'abolir l'esclavage. Il considère également que la suspension de l'habeas corpus (en) par l'administration Lincoln constitue une entrave aux libertés civiques. Yates finit par ajourner la législature, ignorant les objections virulentes des démocrates. Frustré, Fuller ne se présente plus jamais à des élections législatives, même s'il continue à participer à la vie politique du Parti démocrate.

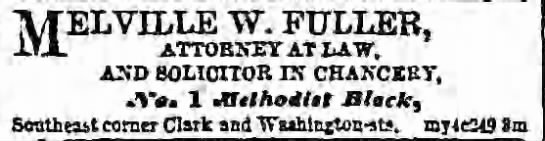
Une publicité pour le cabinet de Melville Fuller parue dans le Chicago Tribune du 4 mai 1960.

Fuller se remarie en 1866 avec Mary Ellen Coolbaugh, la fille du banquier William F. Coolbaugh (en). Ils ont huit enfants et leur mariage ne prend fin qu'avec la mort de Mary Ellen, en 1904,. Membre du Chicago Literary Club, Fuller est passionné de littérature et tout particulièrement de poésie, avec plus de six mille ouvrages dans sa bibliothèque personnelle. Sa carrière d'avocat est couronnée de succès. Il plaide en faveur de nombreuses entreprises et hommes d'affaires, ainsi que la municipalité de Chicago lors d'un procès qui l'oppose à la Illinois Central Railroad. Son affaire la plus notable prend place en 1869, lorsqu'il défend le prélat Charles E. Cheney (en) contre l'Église épiscopalienne des États-Unis, qui cherche à démettre Cheney en raison de ses opinions hétérodoxes concernant la régénération baptismale. Estimant que le tribunal ecclésiastique est biaisé contre Cheney, Fuller s'adresse à la Cour supérieure de Chicago, qui lui donne raison et prononce une injonction contre la décision du tribunal ecclésiastique. La Cour suprême de l'Illinois annule cette injonction, car elle considère qu'une cour civile ne peut revenir sur une procédure disciplinaire interne à l'Église. Cheney est jugé coupable par le tribunal ecclésiastique, mais il refuse de quitter sa chaire et l'affaire revient devant les tribunaux, où Fuller défend l'opinion selon laquelle seule la congrégation locale est légitimte à obtenir le renvoi de Cheney. La Cour suprême de l'État finit par lui donner raison. Cette affaire rend Fuller célèbre dans tout le pays.
À partir de 1871, Fuller plaide également à de nombreuses reprises devant la Cour suprême des États-Unis. Son cabinet traite des cas dans toutes sortes de domaines et il devient l'un des avocats les mieux payés de tout Chicago. Il participe comme délégué aux conventions du Parti démocrate en 1872 (en), 1876 (en) et 1880 (en). Partisan d'une interprétation littérale de la Constitution des États-Unis, il s'oppose fermement à l'impression de billets de banque, rejetant la décision de la Cour suprême dans l'affaire Juilliard v. Greenman (en) qui a tranché en faveur de la possibilité pour le Congrès d'émettre des billets,. Il soutient les droits des États et favorise dans l'ensemble un gouvernement limité. Ses opinions le rapprochent du président démocrate Grover Cleveland, dont il est un soutien fervent. Cleveland lui propose successivement la présidence de la United States Civil Service Commission (en), une place au sein de la Pacific Railway Commission et le poste d'avocat général des États-Unis, mais Fuller refuse toutes ces offres.

### Nomination à la Cour suprême

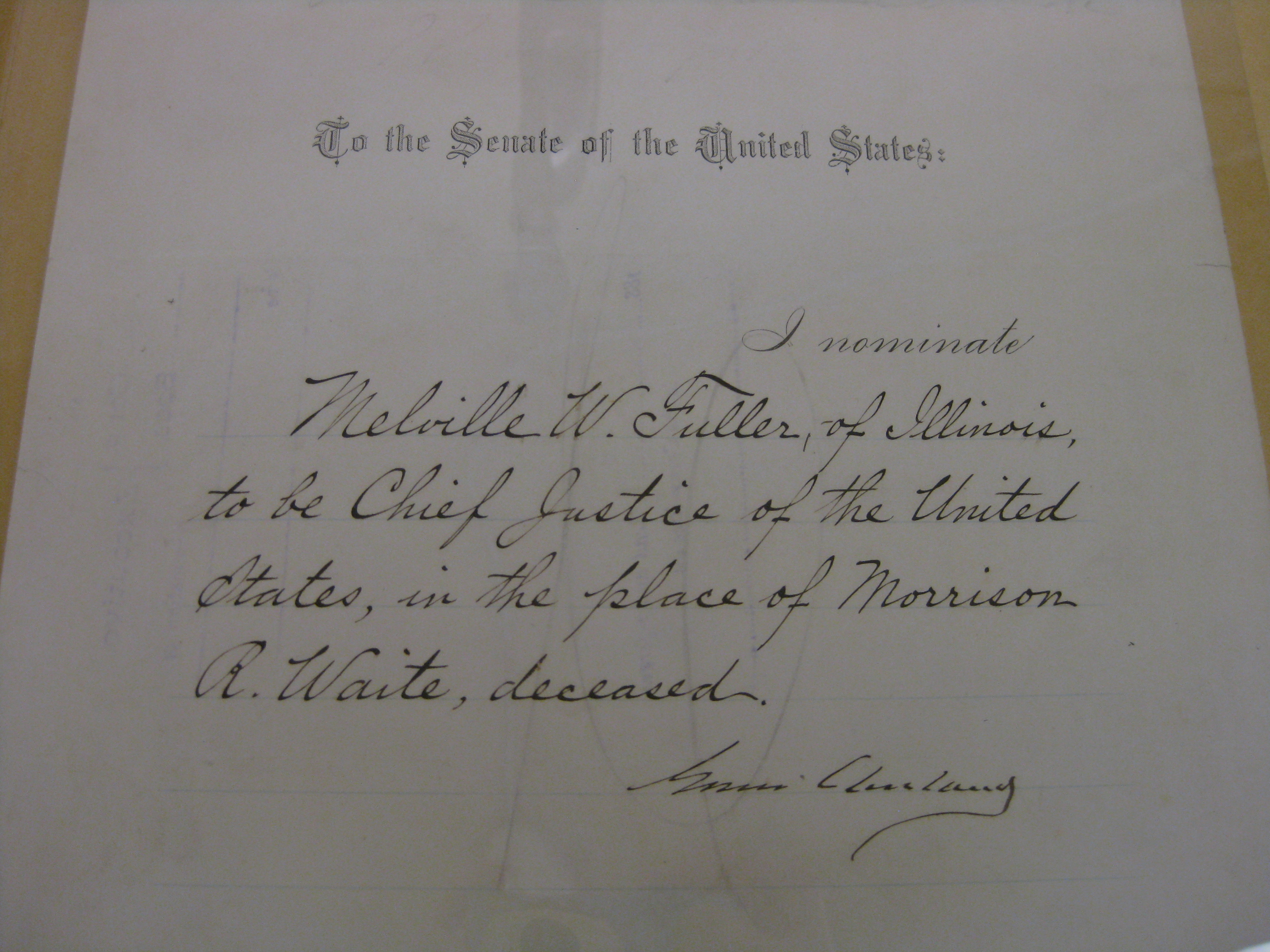
La nomination de Fuller à la Cour suprême.

Morrison Waite, juge en chef de la Cour suprême, meurt le 23 mars 1888. C'est au président Cleveland de lui trouver un successeur, mais il doit proposer un candidat susceptible de plaire aux deux grands partis, car le Parti républicain possède une légère majorité au Sénat. Son premier choix est l'ambassadeur au Royaume-Uni Edward John Phelps (en), mais l'influente communauté irlando-américaine ne veut pas de lui, car il est jugé trop anglophile. En outre, il apparaît trop âgé pour occuper le poste de juge en chef (il a 66 ans) et vient du Vermont, alors que la Cour suprême compte déjà dans ses rangs un membre originaire de la Nouvelle-Angleterre. Le sénateur démocrate George Gray (en) est également envisagé, mais sa nomination à la Cour suprême entraînerait la vacance de son siège au Sénat, ce qui n'apparaît pas opportun dans le contexte politique du moment. En fin de compte, Cleveland décide de sélectionner un candidat dans l'Illinois, à la fois pour des raisons politiques et parce que la Cour suprême ne compte aucun représentant du Septième circuit, auquel cet État appartient. Fuller, devenu un proche conseiller du président, lui souffle le nom de John Scholfield (en), un juge de la Cour suprême de l'Illinois, mais Scholfield refuse la proposition, apparemment parce que sa femme ne pourrait pas se faire à la vie à Washington. La candidature de Fuller est suggérée à Cleveland par les amis de l'avocat, qui écrivent de nombreuses lettres au président pour le lui recommander. Il n'a que 55 ans, sa réputation est bonne et ses opinions politiques sont proches de celles de Cleveland. Le sénateur républicain de l'Illinois Shelby Cullom exprime un avis favorable à Fuller, ce qui convainc le président que le Sénat approuvera sa nomination. Fuller l'accepte à contrecœur et sa candidature est officiellement annoncée le 30 avril 1888.
Une partie de la presse approuve Fuller sur le plan personnel et professionnel, mais certains journaux lui reprochent son manque de notoriété et d'expérience au niveau fédéral. Sa nomination est présentée devant le Comité judiciaire du Sénat dont le président est George F. Edmunds (en), sénateur républicain du Vermont. Déçu que la nomination ait échappé à son ami Phelps, Edmunds ralentit à dessein les délibérations du comité afin de faire échouer la candidature de Fuller. Les républicains étudient de près le parcours politique de Fuller et se servent de ses déclarations contre la politique d'Abraham Lincoln pour le dépeindre comme un Copperhead (un démocrate du Nord opposé à la guerre de Sécession) dont le comportement aurait été, selon les termes d'un pamphlet, « indigne et antipatriotique, ». Sa conduite est défendue par certains républicains de l'Illinois, dont Robert Todd Lincoln, le fils de l'ancien président, aux yeux desquels elle est davantage malavisée que déloyale,. Les opposants à Fuller l'accusent de vouloir annuler la décision rendue par la Cour suprême dans l'affaire Juilliard, mais ses partisans déclarent qu'il respectera la jurisprudence. Une enquête est ouverte pour étudier des accusations de fautes professionnelles, mais elle ne débouche sur rien de concret. L'inaction du Comité judiciaire apparaît aux yeux des observateurs comme une tactique de la part d'Edmunds pour retarder la nomination jusqu'à l'élection présidentielle de 1888. Le sénateur Cullom exige qu'un vote prenne place immédiatement, car il redoute que cette situation ne coûte aux républicains l'Illinois dans le scrutin présidentiel. Le comité rend un verdict neutre, ni favorable ni défavorable, le 2 juillet 1888.
Le débat au Sénat concernant la nomination de Fuller prend place le 20 juillet 1888. Plusieurs des sénateurs républicains les plus en vue, comme Edmunds, William M. Evarts et William Morris Stewart, prennent la parole pour s'y opposer, décrivant Fuller comme un Copperhead déloyal qui va interpréter de manière incorrecte les treizième, quatorzième et quinzième amendements et réduire à néant les progrès de la Reconstruction. Les deux sénateurs de l'Illinois, les républicains Cullom et Charles Farwell, défendent Fuller, le premier lisant notamment un discours anti-Lincoln prononcé par Phelps, le candidat de prédilection d'Edmunds, qu'il accuse d'hypocrisie,. Les sénateurs démocrates laissent leurs homologues républicains se disputer et s'abstiennent de participer aux discussions. Le vote débouche sur la confirmation de Fuller par 41 voix contre 20, avec 15 absences. Il a reçu le soutien de 10 sénateurs républicains, parmi lesquels Matthew Quay (en), le président du Comité national républicain, ainsi que les deux sénateurs du Maine, son État natal. Fuller effectue sa prestation de serment le 8 octobre 1888 et devient officiellement juge en chef des États-Unis.
La moustache bien fournie de Fuller donne lieu à d'intenses débats au moment de sa nomination à la Cour suprême. Il est le premier juge en chef à arborer une telle pilosité faciale et la presse s'interroge sur sa bienséance. Le New York Sun la décrit comme « inhabituellement luxuriante et superbe », tandis que le Jackson Standard ironise sur le fait qu'elle lui « ferme son clapet ». Le Sun change son fusil d'épaule après la confirmation de Fuller : le journal redoute désormais que sa moustache ne distraie les avocats et nuise à la « dignité » de la Cour suprême. Ces critiques donnent lieu à une nouvelle série de débats dans la presse américaine, dont la majorité donne raison à Fuller, qui ne se rase pas la moustache,.

### Juge en chef

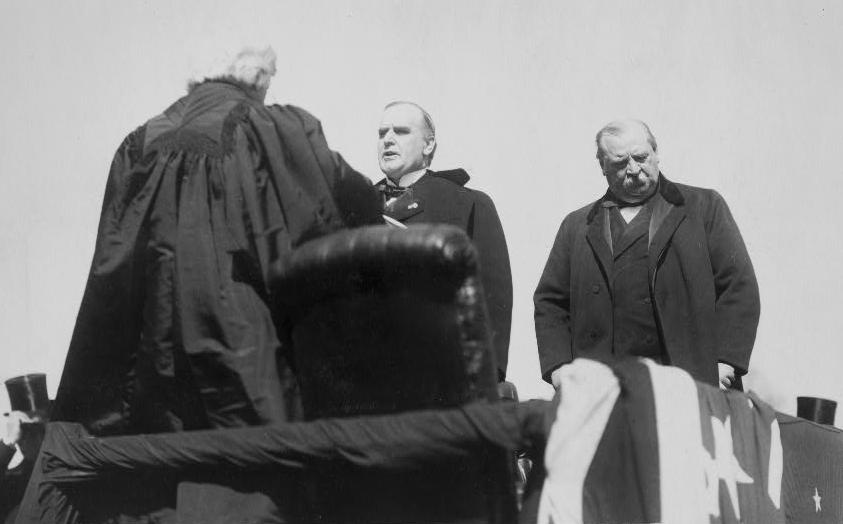
Fuller fait prêter serment au nouveau président William McKinley en 1897, sous les yeux de l'ancien président Grover Cleveland.

Fuller occupe le poste de Juge en chef pendant 22 ans, jusqu'à sa mort en 1910. Il compense son manque de génie législatif par de solides compétences administratives qui lui permettent de gérer les affaires de la Cour suprême avec efficacité,. Afin d'améliorer l'ambiance au sein de l'institution, il invite ses confrères à se serrer la main au début de leurs débats en privé. Il parvient à maintenir des relations à peu près cordiales entre les juges assesseurs, dont beaucoup ont un tempérament difficile et une très haute opinion d'eux-mêmes. Malgré cela, Fuller préside une cour divisée : ses arrêts sont rendus par 5 voix contre 4 à 64 reprises sous sa présidence, soit davantage qu'après 1910. Fuller lui-même ne s'oppose que rarement à la majorité, n'émettant d'opinion dissidente que dans 2,3 % des cas.
Fuller est le premier juge à chef à solliciter directement le Congrès sur des questions législatives : il obtient notamment en 1891 l'adoption du Circuit Courts of Appeals Act (en), qui diminue la charge de travail de la Cour suprême à travers la création des cours d'appel fédérales.
En tant que juge en chef, c'est lui qui décide sous le nom de quel juge paraît l'opinion majoritaire de la Cour. Il utilise ce pouvoir avec parcimonie et tend à laisser les affaires majeures à ses confrères pour se réserver les cas les moins intéressants,. Les historiens jugent sévèrement ses écrits : Walter F. Pratt considère qu'il a un style « banal » et G. Edward White le trouve « peu assuré ».
En 1893, Cleveland propose à Fuller de devenir secrétaire d'État. Fuller refuse, car il apprécie son travail et estime que son entrée au gouvernement nuirait à la réputation d'impartialité de la Cour suprême. Tout en restant juge en chef, il accepte en 1897 de siéger dans une commission devant arbitrer la dispute frontalière anglo-vénézuélienne et il fait partie pendant une décennie de la Cour permanente d'arbitrage.

### Dernières années et mort

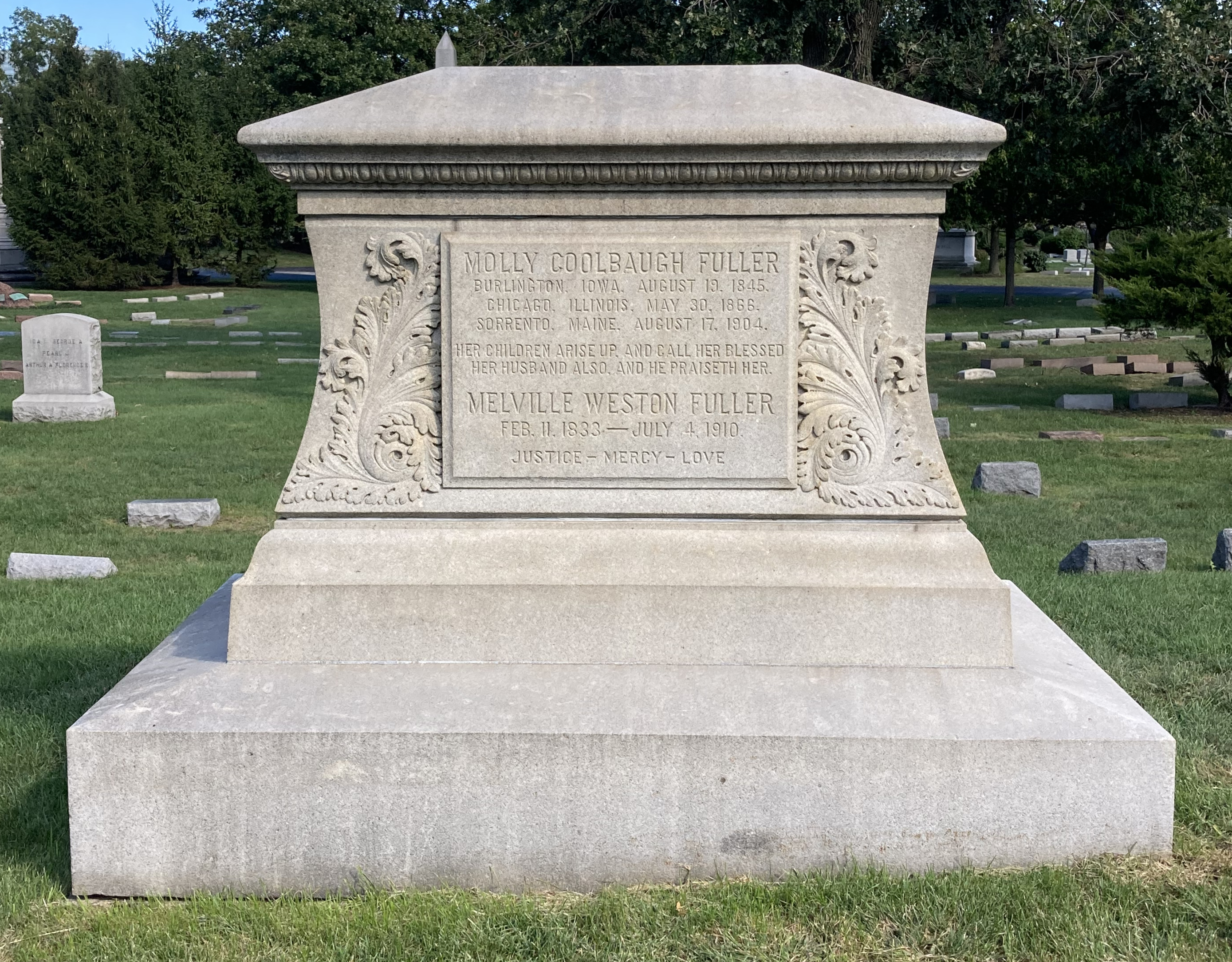
La tombe de Fuller au cimetière de Graceland.

La santé de Fuller décline à partir de 1900, ce qui n'est pas sans conséquences sur sa capacité de travail. La période allant d'octobre 1909 à mai 1910 constitue, selon l'expression de son biographe Willard King, « peut-être la pire année dans l'histoire de la Cour suprême », avec le décès de deux juges assesseurs et l'incapacitation d'un troisième, une situation aggravée par la mauvaise santé du juge en chef.
Le 4 juillet 1910, Fuller est victime d'une crise cardiaque alors qu'il se trouve dans sa résidence d'été à Sorrento, dans le Maine. Il meurt à l'âge de 77 ans. Il est enterré au cimetière de Graceland, à Chicago. La messe funéraire est dite par James E. Freeman (en), qui devient par la suite évêque du diocèse épiscopal de Washington (en). Pour le remplacer à la tête de la Cour suprême, le président William Howard Taft nomine le juge assesseur Edward Douglass White.

## Jurisprudence

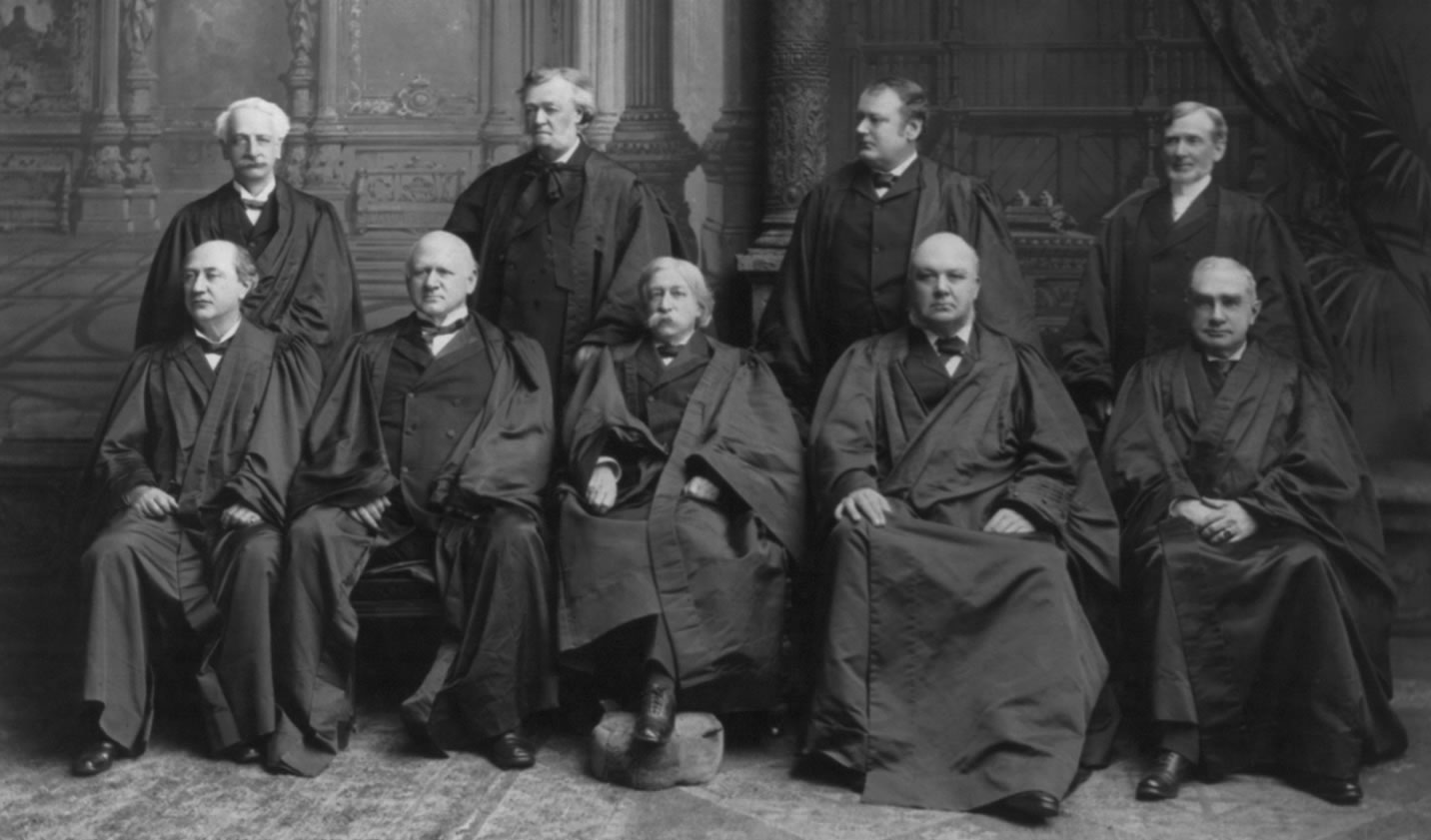
La Cour suprême en 1899 se compose des juges Peckham, Brewer, Shiras, Harlan, Fuller, White, Gray, McKenna et Brown.

Fuller est généralement considéré comme un juge conservateur,. Il soutient les droits des États contre le gouvernement fédéral et s'efforce de limiter l'autorité de ce dernier sur les questions économiques. Néanmoins, il s'oppose également aux États lorsque ces derniers votent des lois dont il estime qu'elles nuisent au libre marché,. Réduire les inégalités raciales ne fait pas partie de ses préoccupations, mais ses opinions sur les droits civiques ne sont pas toujours aussi tranchées. Une grande partie de ses décisions ont été annulées par le Congrès ou cassées par des arrêts ultérieurs de la Cour suprême. Dans un ouvrage de 1969, Irving Schiffman décrit Fuller comme « un juge conservateur et favorable au laissez-faire, moins réactionnaire que certains de ses pairs, plus compatissant que d'autres, mais tout de même le porte-parole d'une ère judiciaire qui apparaît aujourd'hui bien distante et révolue ».

### Le gouvernement fédéral

#### L'impôt sur le revenu

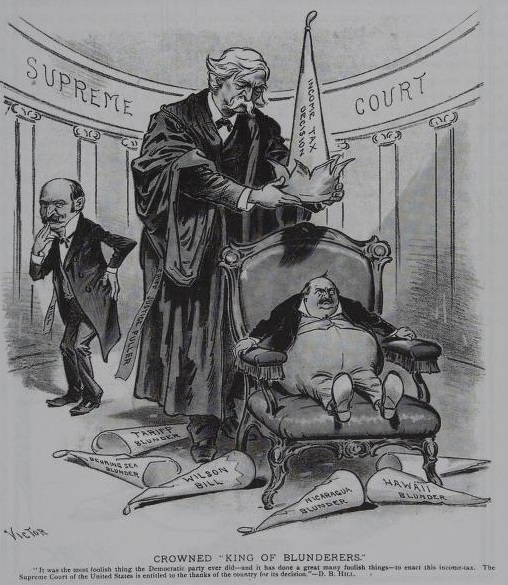
Cette caricature parue en 1895 dans le magazine satirique Judge montre Fuller plaçant un bonnet d'âne portant l'inscription « décision sur l'impôt sur le revenu » sur la tête du président Cleveland.

Le juriste Bernard Schwartz considère que la décision la plus significative prise par Fuller en tant que juge en chef se situe dans l'affaire Pollock v. Farmers' Loan & Trust Co. (en) (1895). En 1894, le Congrès a voté le Wilson–Gorman Tariff Act (en), une loi comprenant un cavalier qui instaure un impôt de 2 % sur les revenus supérieurs à 4 000 $ par an. Cette décision suscite d'importants débats, car c'est la première fois qu'un impôt sur le revenu doit être levé en temps de paix aux États-Unis. La question est amenée devant la Cour suprême, les détracteurs de cette mesure affirmant qu'elle viole le premier article de la Constitution, selon lequel les impôts directs doivent être répartis proportionnellement à la population de chaque État, ce qui serait concrètement impossible pour un impôt sur le revenu. À la surprise générale, la Cour suprême donne raison aux détracteurs de la loi par une majorité de 5 contre 4 et la loi tout entière est jugée anticonstitutionnelle,. Les quatre juges dissidents s'en prennent avec virulence à l'opinion majoritaire rédigée par Fuller, dont ils estiment qu'elle ne respecte par la règle du précédent.
La décision rendue dans l'affaire Pollock s'avère très impopulaire. L'opinion publique s'interroge sur l'honnêteté de l'analyse de Fuller et beaucoup considèrent que la Cour cherche davantage à protéger les classes aisées qu'à respecter une quelconque philosophie du droit. L'ancien gouverneur de l'Oregon Sylvester Pennoyer (en) va jusqu'à exiger l'impeachment des cinq juges ayant souscrit à l'opinion majoritaire. Au cours des années qui suivent, l'idée d'introduire un impôt sur le revenu devient de plus en plus populaire dans le grand public. Le seizième amendement de la Constitution, ratifié en 1913, abroge Pollock en accordant au Congrès le pouvoir de créer un impôt sur le revenu. C'est la troisième fois seulement qu'une décision de la Cour suprême est abrogée par un amendement de la Constitution. Au début du XXIe siècle, la plupart des juristes considèrent que l'arrêt Pollock constitue une grave erreur de la part de la Cour suprême,, mais cette dernière n'est jamais officiellement revenue sur le raisonnement suivi par Fuller dans son opinion majoritaire. Bien au contraire, le juge en chef John Roberts cite ce cas dans la décision National Federation of Independent Business v. Sebelius (en), rendue en 2012.

#### Le commerce entre États
Fuller se méfie des tentatives du gouvernement fédéral d'étendre son autorité sur le commerce entre États. Le Sherman Antitrust Act de 1890 donne lieu à des interrogations sur la « clause du commerce » du premier article de la Constitution. Dans l'affaire United States v. E. C. Knight Co. (en) (1895), la majorité de la Cour suprême posent des limites au pouvoir fédéral. Le Congrès se voit ainsi empêché de briser le quasi-monopole de la American Sugar Refining Company (en) sur le marché du raffinage du sucre, Fuller arguant que le travail de manufacture ne tombe pas sous le coup de la « clause du commerce » et que seuls les États individuels où opère la American Sugar Refining Company sont à même de limiter son emprise,,. Cette décision reflète la préférence de Fuller pour un gouvernement fédéral aux pouvoirs limités. Sa décision est considérée avec le recul comme fondée sur une lecture exagérément restreinte de la Constitution par la plupart des juristes ultérieurs et l'arrêt Knight est plus ou moins entièrement abrogé par les décisions rendues par la Cour suprême à l'époque du New Deal.
L'affaire Knight n'est pas le seul cas de droit de la concurrence qu'étudie la Cour suprême sous Fuller. En 1904, l'arrêt Northern Securities Co. v. United States (en) débouche sur la scission de la holding Northern Securities Company (en), considérée comme monopolistique par la majeure partie de la Cour. Fuller fait partie des dissidents, qui considèrent que le Sherman Act ne s'applique pas aux holdings car, à leurs yeux, détenir des actions dans une entreprise ne constitue pas du commerce entre États. En revanche, la Cour est unanime pour autoriser l'application des lois anti-monopole dans le domaine de l'industrie de la viande à travers l'arrêt Swift & Co. v. United States (en) (1905). James W. Ely s'appuie sur ce cas et d'autres pour suggérer que Fuller n'est pas radicalement opposé à la législation fédérale sur le droit de la concurrence, mais seulement aux lectures les moins littérales de la « clause du commerce ».

### La citoyenneté, l'immigration et les territoires
Au terme de la guerre hispano-américaine de 1898, les États-Unis prennent le contrôle de Porto Rico et des Philippines, mais leur statut légal vis-à-vis de la Constitution est problématique et donne lieu à de nombreux débats. La Cour suprême est amenée à trancher une série de « cas insulaires (en) » pour définir leur situation exacte. Dans l'affaire Downes v. Bidwell (en) (1901), la Cour détermine que les habitants des territoires ne bénéficient pas des droits garantis par la Constitution. Fuller rédige l'opinion dissidente, qui considère que le Congrès ne peut exercer un pouvoir absolu sur les territoires en ignorant les limites posées par la Constitution,. Cette opinion reflète à la fois la lecture littérale de la Constitution chère à Fuller et l'anti-impérialisme du Parti démocrate. Si la Cour suprême n'adhère pas à la position de Fuller, certains légistes comme Juan R. Torruella considèrent que c'est son interprétation de la Constitution qui est la bonne dans ce cas. Fuller rejoint la majorité dans un autre cas insulaire, DeLima v. Bidwell (en) (1901). Cette décision, à nouveau rendue par une majorité de 5 à 4, détermine que Porto Rico ne constitue pas un pays étranger pour ce qui est des droits de douane fédéraux. Pris ensemble, les arrêts Downes et DeLima aboutissent à une situation où les territoires ne sont légalement ni domestiques, ni étrangers. Cette ambiguïté est visible dans un autre arrêt, Gonzales v. Williams (en) (1904), par lequel la Cour détermine à l'unanimité que les Portoricains ne sont pas des étrangers pour le droit fédéral, sans pour autant établir s'ils sont ou pas des citoyens américains.
Un autre cas, Late Corporation of the Church of Jesus Christ of Latter-Day Saints v United States (en) (1980), concerne l'autorité du Congrès sur le Territoire de l'Utah. Par une majorité de 6 contre 3, la Cour suprême confirme une loi contre la polygamie qui dissout l'Église de Jésus-Christ des saints des derniers jours et permet la saisie de ses biens,. L'opinion dissidente est rédigée par Fuller, qui considère que le Congrès n'a pas le droit de procéder à de telles confiscations. Il rejette l'interprétation du pouvoir fédéral que fait l'opinion majoritaire et exprime ses craintes que l'arrêt n'accorde au Congrès un « pouvoir absolu » sur les habitants des territoires,. En fin de compte, le Congrès lui donne raison en adoptant une résolution commune qui restitue les biens de l'Église.
Fuller accorde rarement foi aux déclarations des Sino-Américains. Dans l'affaire Chae Chan Ping v. United States (en) (1889), lui et le reste de la Cour suprême adopte à l'unanimité l'opinion du juge assesseur Stephen Johnson Field (en) et refuse de remettre en cause le Chinese Exclusion Act. Bien que les traités passés avec la Chine autorisent l'immigration chinoise aux États-Unis, la Cour considère que le Congrès n'est pas lié par ces traités et que l'Act abroge toutes les clauses des traités qui lui sont contraires. Quelques années plus tard, dans Fong Yue Ting v. United States (en) (1893), la Cour suprême déclare que le Congrès possède une autorité absolue sur les étrangers présents sur le sol américain et que ces derniers peuvent être expulsés du pays sans la moindre raison. Fuller est l'un des trois juges qui s'opposent à cette décision et considèrent que les étrangers devraient au moins bénéficier de quelques-uns des droits garantis par la Constitution. Pour Ely, cette affaire montre que la question des droits civiques préoccupe parfois Fuller. Néanmoins, il adopte une position contraire dans United States v. Wong Kim Ark (en) (1898), qui voit la Cour suprême décider (contre l'opinion dissidente de Fuller) que le quatorzième amendement garantit automatiquement la citoyenneté américaine à tout enfant né sur le sol des États-Unis,. Fuller, qui rédige l'opinion dissidente, explique que les Chinois ne peuvent pas être « soumis à la juridiction » des États-Unis en tant que sujets de l'empereur de Chine, ce qui l'amène à conclure que leurs enfants ne peuvent prétendre à la citoyenneté américaine. Cette décision de la Cour suprême est l'objet d'un regain d'intérêt au début du XXIe siècle, lorsque plusieurs personnalités républicaines, comme Donald Trump, réclament l'abolition de ce droit du sol.